# Be (Common-Album)
Be ist das sechste Album des US-amerikanischen Rappers Common, das im Mai 2005 erschien.

## Entstehung und Veröffentlichung
Die Erstveröffentlichung von Be erfolgte am 20. Mai 2005 bei Geffen Records. Das Album erschien in seiner Originalausführung als CD und Download mit elf Titeln (Katalognummer: 06024 9881862).
Geschrieben wurden die Lieder vom Interpreten selbst, zusammen mit wechselnden Koautoren. Für die Produktion zeichneten Kanye West (9 Titel) und James Yancey (2 Titel) verantwortlich, die zudem auch als Koautoren ihrer Produktionen fungierten. Yancey war für die Lieder Love is… und It’s Your World verantwortlich. Außerdem treten James Poyser und Karriem Riggins als Koproduzenten von It’s Your World auf. In einem Interview äußerte sich Common über die Zusammenarbeit mit Kanye West.

„Wir kennen uns über No I.D., der ja Produzent meiner ersten drei Alben war. [...] Ye kam öfter mal im Basement vorbei, um uns Beats vorzuspielen. Manchmal besuchte er mich auch, um ein bisschen mit mir zu battlen. Ich war nun mal Chicagos Nummer eins, der Einzige, der weltweit einen Namen hatte. [...] Allerdings hat es letztendlich bis Electric Circus gedauert, bis wir das erste Mal zusammen gearbeitet haben. Danach gingen wir gemeinsam mit Kweli auf Tour, in dieser Zeit sind wir richtige Freunde geworden.“

## Inhalt und Stil
Im Dezember 2002 erschien Commons Album Electric Circus. Auf diesem verbindet der Rapper zahlreiche musikalische Einflüsse. Be wurde als Rückkehr Commons zum Hip-Hop konzipiert.
Für zahlreiche Beats des Albums wurden andere Lieder gesamplet. Sweet Children von Caesar Frazier und Mother Nature von Albert Jones wurden etwa für das Stück Be verwendet. The Corner enthält Teile des Lieds You Make the Sun Shine von The Temprees und Go! Ausschnitte von Old Smokey von Linda Lewis. Faithful to the End von DJ Rogers wurde für die Produktion des Beats zu Faithful verwendet. 
Honey Cones Stück Innocent Til Proven Guilty wurde für das Stück Testify und God Is Love von Marvin Gaye für das Lied Love is... herangezogen. Chi-City enthält Samples aus Since I Found My Baby von Cornelius Brothers & Sister Rose und The Food Samples aus I Never Had It So Good and Felt So Bad von The Chi-Lites sowie aus Nothing Can Change This Love von Sam Cooke. Auf Real People wird Sweet Children von Caesar Frazier gesamplet. Außerdem wurde das Lied Ghetto Child von Ahmad Jamal und das Stück Papa Wings von Stanley Turrentine für They say verwendet und Share What You Got von The Modulation für die Produktion des Beats zu It's Your World herangezogen.

## Titelliste
1. Be – 2:24
2. The Corner (feat. The Last Poets) – 3:45
3. Go! (feat. John Mayer & Kanye West) – 3:44
4. Faithful (feat. Bilal & John Legend) – 3:33
5. Testify – 2:36
6. Love is... – 4:10
7. Chi-City – 3:27
8. The Food (feat. Kanye West) – 3:36
9. Real People – 2:48
10. They Say (feat. John Legend & Kanye West) – 3:57
11. It’s your world (feat. Bilal, Lonnie Lynn & "The Kids") – 8:34

## Rezeption

### Preise
Be wurde im Jahr 2006 für vier Grammy Awards nominiert. Dabei erhielt Common Nominierungen in den Kategorien Bestes Rap-Album, Beste Zusammenarbeit – Rap/Gesang für das Lied They Say, Beste Darbietung eines Duos oder einer Gruppe – Rap für das Stück The Corner sowie Beste Solodarbietung – Rap für das Lied Testify.

### Rezensionen
Be wurde von den Kritikern positiv aufgenommen. Die E-Zine Laut.de vergab dem Album die höchst mögliche Wertung. Der zuständige Redakteur Alexander Engelen bezeichnet Be als „nichts weniger als einen Klassiker“. Die auf dem Album vertretenen Gastmusiker sind „perfekt ausgewählt“ und auch die Produktionen werden positiv hervorgehoben. So ist nach Engelen das „komplette Album […] durchzogen von Kanyes Soul, seiner Ehrfurcht vor seinen musikalischen Vorvätern und seinem Talent, Hip Hop auf eine neue Ebene zu heben“. 

„Auf 42 Minuten finden sich etliche musikalische Facetten, ohne dass der Fixpunkt Rap dabei abhanden kommt. Common hat mit Hilfe von Kanye West ein Werk gezaubert, dass mit seiner lyrischen Tiefe, seiner musikalischen Prägnanz und spiritueller Andacht im Rapjahr 2005 einzigartig da steht.“

Die Zeitschrift Rolling Stone vergab Be vier von möglichen fünf Bewertungspunkten. In der Rezension wird Be als Commons bestes Album bezeichnet. Wie die Redaktion von Laut.de, sieht auch der Rolling Stone die musikalische Qualität unter anderem in der Arbeit von Kanye West begründet.
Das Hip-Hop-Magazin Juice vergab 5,5 von möglichen 6 „Kronen“ an Be. Gleichzeitig wurde der Tonträger zum Album des Monats ernannt. Aus der Sicht der Redaktion hat „Common […] zu seiner Form zurückgefunden“. Das Album verfügt über „Geschlossenheit und Prägnanz“, was von der Redaktion auf die Entscheidung nur zwei Produzenten bei der Entstehung des Albums heranzuziehen zurückgeführt wird.

„Sogar ein Egomane wie Mr. West hält sich angesichts der Zusammenarbeit mit einem solchen Schwergewicht angenehm zurück und beschränkt sich auf seinen Job, nämlich erstklassige Songs zu schreiben. Ja, richtig, hier werden nicht Beats gelacet oder Rhymes gespittet, hier werden Musikstücke von einer Schönheit und Magie erschaffen, deren Reiz sich nicht schon nach dem dritten Durchgang abnutzt.“

### Bewertungen anderer Künstler
Der deutsche Rapper, Sänger und Produzent Max Herre lobte 2011 in einem Interview Be und nannte es als Leitbild für die zukünftigen Projekte seines Produzententeams KAHEDI: „Ich meine, was war an der ‚Be‘ von Common so großartig? Sie kam 2005 raus, hat einem aber alles gegeben, was einem eine Rap-Platte von 1994 an Emotionen und Soul gegeben hat. Das ist etwas, was uns als nächstes Ding vorschwebt.“

## Kommerzieller Erfolg

### Chartplatzierungen
Be avancierte zum Top-10-Erfolg in den US-amerikanischen Billboard 200 (Rang 2) sowie in Norwegen (Rang 8). Des Weiteren erreichte es Chartplatzierungen in der Schweiz (Rang 26), dem Vereinigten Königreich (Rang 38), Schweden (Rang 39), den Niederlanden (Rang 73), Deutschland (Rang 93) oder auch Frankreich (Rang 102).
| ChartsChartplatzierungen       | Höchstplatzierung | Wochen |
| ------------------------------ | ----------------- | ------ |
| Deutschland (GfK)              | 93 (1 Wo.)        | 1      |
| Schweiz (IFPI)                 | 26 (8 Wo.)        | 8      |
| Vereinigte Staaten (Billboard) | 2 (27 Wo.)        | 27     |
| Vereinigtes Königreich (OCC)   | 38 (3 Wo.)        | 3      |

| ChartsJahrescharts (2005)      | Platzierung |
| ------------------------------ | ----------- |
| Vereinigte Staaten (Billboard) | 90          |

### Auszeichnungen für Musikverkäufe
| Land/Region                  | Auszeichnungen für Musikverkäufe (Land/Region, Auszeichnung, Verkäufe) | Verkäufe  |
| ---------------------------- | ---------------------------------------------------------------------- | --------- |
| Vereinigte Staaten (RIAA)    | Platin                                                                 | 1.000.000 |
| Vereinigtes Königreich (BPI) | Silber                                                                 | 60.000    |
| Insgesamt                    | 1× Silber · 1× Platin ·                                                | 1.060.000 |